# Chantillac
Chantillac és un municipi francès situat al departament del Charente i a la regió de la Nova Aquitània. L'any 2007 tenia 278 habitants.

## Demografia

### Població
El 2007 la població de fet de Chantillac era de 278 persones. Hi havia 120 famílies de les quals 28 eren unipersonals (4 homes vivint sols i 24 dones vivint soles), 52 parelles sense fills, 32 parelles amb fills i 8 famílies monoparentals amb fills.
La població ha evolucionat segons el següent gràfic:
Habitants censats

### Habitatges
El 2007 hi havia 174 habitatges, 124 eren l'habitatge principal de la família, 26 eren segones residències i 24 estaven desocupats. 168 eren cases i 3 eren apartaments. Dels 124 habitatges principals, 109 estaven ocupats pels seus propietaris, 12 estaven llogats i ocupats pels llogaters i 3 estaven cedits a títol gratuït; 6 tenien dues cambres, 23 en tenien tres, 30 en tenien quatre i 65 en tenien cinc o més. 79 habitatges disposaven pel capbaix d'una plaça de pàrquing. A 56 habitatges hi havia un automòbil i a 55 n'hi havia dos o més.

### Piràmide de població
La piràmide de població per edats i sexe el 2009 era:
| Homes | Edats   | Dones |
| ----- | ------- | ----- |
| 0     | 95 o +  | 0     |
| 0     | 90 a 94 | 0     |
| 8     | 85 a 89 | 0     |
| 8     | 80 a 84 | 8     |
| 24    | 75 a 79 | 8     |
| 0     | 70 a 74 | 12    |
| 8     | 65 a 69 | 16    |
| 16    | 60 a 64 | 8     |
| 4     | 55 a 59 | 12    |
| 20    | 50 a 54 | 4     |
| 8     | 45 a 49 | 12    |
| 16    | 40 a 44 | 8     |
| 16    | 35 a 39 | 16    |
| 0     | 30 a 34 | 4     |
| 0     | 25 a 29 | 4     |
| 8     | 20 a 24 | 4     |
| 16    | 15 a 19 | 4     |
| 4     | 10 a 14 | 8     |
| 8     | 5 a 9   | 4     |
| 4     | 0 a 4   | 0     |

## Economia
El 2007 la població en edat de treballar era de 162 persones, 121 eren actives i 41 eren inactives. De les 121 persones actives 97 estaven ocupades (55 homes i 42 dones) i 24 estaven aturades (11 homes i 13 dones). De les 41 persones inactives 20 estaven jubilades, 8 estaven estudiant i 13 estaven classificades com a «altres inactius».

### Ingressos
El 2009 a Chantillac hi havia 121 unitats fiscals que integraven 283 persones, la mediana anual d'ingressos fiscals per persona era de 16.250 €.

### Activitats econòmiques
Dels 6 establiments que hi havia el 2007, 1 era d'una empresa extractiva, 1 d'una empresa alimentària, 1 d'una empresa de fabricació d'altres productes industrials i 3 d'empreses de serveis.
L'any 2000 a Chantillac hi havia 30 explotacions agrícoles que ocupaven un total de 820 hectàrees.

## Poblacions més properes
El següent diagrama mostra les poblacions més properes.